# Championnat de Slovaquie de baseball
 (septembre 2023).
Le championnat de Slovaquie de baseball se tient depuis 1991. Il réunit l'élite des clubs slovaques sous l'égide de la Fédération slovaque. Le premier champion fut l'Ekonom Indians Bratislava et le tenant du trophée est le BC Slovan Bratislava.
La compétition se déroule en deux phases. Une saison régulière mettant aux prises six clubs, puis des séries éliminatoires sous forme de demi-finales et finale se jouant au meilleur des cinq matchs.
Le champion prend part à l'European Cup Qualifier, phase qualificative pour la Coupe d'Europe de baseball.

## Clubs de la saison 2011
- BC Slovan Bratislava
- TJ STU Angels Trnava
- Nitra Giants
- BK Apollo Bratislava
- 1BK Seals Kosice
- Fighting Flies BA

## Palmarès
| - 1991 : Ekonom Indians Bratislava - 1992 : White Angels Trnava - 1993 : STU Tronet Spiders Bratislava - 1994 : STU Tronet Spiders Bratislava - 1995 : STU Tronet Spiders Bratislava - 1996 : STU Tronet Spiders Bratislava - 1997 : STU Tronet Spiders Bratislava - 1998 : STU Tronet Spiders Bratislava - 1999 : TJ STU White Angels Trnava - 2000 : TJ STU White Angels Trnava |  | - 2001 : TJ STU White Angels Trnava - 2002 : TJ STU White Angels Trnava - 2003 : TJ STU Angels Trnava - 2004 : BK Apollo Bratislava - 2005 : TJ STU Angels Trnava - 2006 : BK Apollo Bratislava - 2007 : TJ STU Angels Trnava - 2008 : TJ STU Angels Trnava - 2009 : TJ STU Angels Trnava - 2010 : BC Slovan Bratislava |